# Thonon Agglomération
Thonon Agglomération est une communauté d'agglomération française, située dans le département de la Haute-Savoie, en région Auvergne-Rhône-Alpes. Elle est elle-même membre de l'agglomération transfrontalière du Grand Genève.

## Historique
Thonon Agglomération est fondée le 1er janvier 2017. La communauté d'agglomération est constituée à partir de la fusion des anciennes communautés de communes du Bas-Chablais, des Collines du Léman ainsi que de Thonon-les-Bains.
La communauté d'agglomération est membre du Pôle métropolitain du Genevois français depuis sa création, le 1er mai 2017.

## Territoire communautaire

### Composition
La communauté d'agglomération est composée des 25 communes suivantes :

| Nom                      | Code Insee | Gentilé       | Superficie (km2) | Population (dernière pop. légale) | Densité (hab./km2) |
| ------------------------ | ---------- | ------------- | ---------------- | --------------------------------- | ------------------ |
| Thonon-les-Bains (siège) | 74281      | Thononais     | 16,21            | 37 689 (2022)                     | 2 325              |
| Allinges                 | 74005      | Allingeois    | 15,01            | 4 938 (2022)                      | 329                |
| Anthy-sur-Léman          | 74013      | Anthychois    | 4,62             | 2 370 (2022)                      | 513                |
| Armoy                    | 74020      | Armoisiens    | 4,95             | 1 501 (2022)                      | 303                |
| Ballaison                | 74025      | Ballaisonnais | 13,3             | 1 475 (2022)                      | 111                |
| Bons-en-Chablais         | 74043      | Bonsois       | 19,09            | 6 120 (2022)                      | 321                |
| Brenthonne               | 74048      | Brenthonnois  | 8,38             | 1 116 (2022)                      | 133                |
| Cervens                  | 74053      | Cervennais    | 6,36             | 1 259 (2022)                      | 198                |
| Chens-sur-Léman          | 74070      | Chensinois    | 10,87            | 3 005 (2022)                      | 276                |
| Douvaine                 | 74105      | Douvainois    | 10,54            | 6 788 (2022)                      | 644                |
| Draillant                | 74106      | Draillanais   | 10,41            | 875 (2022)                        | 84                 |
| Excenevex                | 74121      | Exceneviens   | 6,66             | 1 326 (2022)                      | 199                |
| Fessy                    | 74126      | Fesserains    | 8,53             | 1 071 (2022)                      | 126                |
| Loisin                   | 74150      | Loisinois     | 7,86             | 1 728 (2022)                      | 220                |
| Lully                    | 74156      | Lullois       | 4,86             | 736 (2022)                        | 151                |
| Lyaud                    | 74157      | Lyaudains     | 9,17             | 1 766 (2022)                      | 193                |
| Margencel                | 74163      | Margencellois | 7,38             | 2 261 (2022)                      | 306                |
| Massongy                 | 74171      | Massongiens   | 9,81             | 1 693 (2022)                      | 173                |
| Messery                  | 74180      | Messerolins   | 9,22             | 2 373 (2022)                      | 257                |
| Nernier                  | 74199      | Néroniens     | 1,82             | 424 (2022)                        | 233                |
| Orcier                   | 74206      | Orciérains    | 9,39             | 1 073 (2022)                      | 114                |
| Perrignier               | 74210      | Perrignins    | 7,85             | 1 882 (2022)                      | 240                |
| Sciez                    | 74263      | Sciezois      | 20,47            | 6 317 (2022)                      | 309                |
| Veigy-Foncenex           | 74293      | Veigyciens    | 12,99            | 4 035 (2022)                      | 311                |
| Yvoire                   | 74315      | Yvoiriens     | 3,12             | 1 052 (2022)                      | 337                |

## Démographie
| 1968   | 1975   | 1982   | 1990   | 1999   | 2009   | 2014   | 2020   |
| ------ | ------ | ------ | ------ | ------ | ------ | ------ | ------ |
| 35 546 | 44 322 | 48 943 | 58 778 | 64 612 | 78 706 | 85 019 | 92 185 |

## Administration

### Siège
Le siège de la communauté d'agglomération est situé à Thonon-les-Bains.

### Les élus
Le conseil communautaire de la communauté d'agglomération se compose de 54 conseillers titulaires, représentant chacune des communes membres et élus pour une durée de six ans.
Ils sont répartis comme suit :
| Nombre de conseillers | Communes                          |
| --------------------- | --------------------------------- |
| 22                    | Thonon-les-Bains                  |
| 3                     | Bons-en-Chablais, Douvaine, Sciez |
| 2                     | Allinges, Veigy-Foncenex          |
| 1 (+1 suppléant)      | les autres communes               |

### Présidence
| Période                                  | Période         | Identité            | Étiquette | Qualité                   |
| ---------------------------------------- | --------------- | ------------------- | --------- | ------------------------- |
| Les données manquantes sont à compléter. |                 |                     |           |                           |
| 13 janvier 2017                          | 15 juillet 2020 | Jean Neury          | DVD       |                           |
| 15 juillet 2020                          | En cours        | Christophe Arminjon | DVD       | maire de Thonon-les-Bains |

### Régime fiscal et budget
Le régime fiscal de la communauté d'agglomération est la fiscalité professionnelle unique (FPU).

## Projets et réalisations
Thonon Agglomération est la structure qui porte la démarche de Plan Climat Air Énergie Territorial  depuis juin 2017. Thonon Agglomération porte la démarche Plan Climat Air Énergie Territorial (PCAET) depuis juin 2017 sur le territoire des 25 communes de l'agglomération. Le PCAET de Thonon Agglomération a été réalisé de manière concomitante avec 6 autres EPCI regroupés au sein du Pôle métropolitain du Genevois français (PMGF). Le PMGF a joué un rôle de coordination afin d'apporter une cohérence d'ensemble à l'échelle des territoires.